# L'Esglesieta (Senyús)
L'Esglesieta és un paratge del terme municipal de Conca de Dalt, a l'antic terme d'Hortoneda de la Conca, al Pallars Jussà, en territori que havia estat de l'antiga caseria de Perauba.
Està situat just al costat sud-oest de la Torre de Senyús, i és el lloc on encara es poden trobar algunes restes de l'antic poble de Senyús, entre les quals la de l'església, que dona nom al lloc.